# Tablettes du Brabant
Pour les articles homonymes, voir Tablette.
Les Tablettes du Brabant sont une œuvre collective, datant de 1956 à  1970, concernant la généalogie, l'histoire et l'héraldique. Elles sont publiées sous la direction de Claude-René Paternostre de La Mairieu. Les différents tomes, de I à VII, sont tirés à cinq cents exemplaires et numérotés de 1 à 500.
Ces différents tomes comportent notamment (la description n'est pas exhaustive) :
- I (1956) : Les grands féodaux de Brabant et la "maisnie" ducale au XIIIe siècle ; Descendance de la famille van Malder(en) originaire de Leeuw-St-Pierre et parenté de Jean van Malder dit Malderus ; Descendance de la famille Walravens ; Descendance de la famille Goossens ; La désignation des Chanceliers de Brabant au XVIIIe siècle ; Généalogie de la famille Bassery ; Les Lombards à Anvers de 1292 à 1405 ; Orts, une famille bruxelloise de gens de robe ; etc.
- II (1957) : Les barons de Bartenstein ; La Garde Noble du Corps des Souverains aux Anciens Pays-Bas ; Documents concernant l'arrestation des comtes d'Egmont et de Hornes par le duc d'Albe (1567) ; Généalogie de la famille Van der Veken à Louvain ; Généalogie et Histoire de la famille de Villegas. Branche établie à Bruges puis à Bruxelles ; Toponymie de Jauchelette-l'Abbesse ; Généalogie de la famille de Nachtegael ; Descendance de la famille van der Borcht dite Huldenberg ; Les invités du "Bal de Waterloo" ; Descendance Roeloffs ; Descendance Bassery ; Une vieille famille bruxelloise, les Tseraerts, et les familles qui en descendent ; Le Fief de Rognon à Nivelles, seigneurs et échevins ; etc.
- III (1958) : Les Raes, fondateurs de bourses d'études, leur parenté et descendance ; Recherches sur les origines du Patriciat bruxellois ; Descendance Covens, fondateurs de bourses d'études, leur parenté et descendance ; Essai sur les van Vrechem ; La moralité à Jauchelette-l'Abbesse ; Généalogie de la famille Pouwels dite De Vroede ; Rentiers de Nivelles à la fin du Moyen Âge ; La famille de Lannoy à Anvers ; La famille Charles, d'Anvers ; La famille Charles, de Malines ; Esquisses généalogiques à propos des propriétaires successifs du Château d'Ossel ; etc.
- IV (1960) : Les chanceliers et conseillers de Brabant ; La triste affaire du 14 janvier 1748, un duel à Bruxelles ; Recherches sur les origines du Patriciat bruxellois (suite et fin) ; Généalogie de la famille de Rideau de l'ancien Brabant ; Une seigneurie foncière sans bien fonds, la Cour censale du "Sint-Pietershof" à Hombourg ; Généalogie de la famille de Vaddere ; Liste des registres aux admissions de nouveaux bourgeois existant en Belgique ; Louvain en 1755, sa situation démographique et économique ; Répertoire des décès au Grand Béguinage de Louvain 1652 - 1796 ; etc.
- V (1963) : Généalogie van der Goes ; Descendance Van Cutsem, donnant droit aux bourses fondées par François van Cutsem (+ 1833) ; Le Lignage Sleeus ; Descendance Galmart - Van Cutsem ; Liste d'émigrants venus de Malines achetant la bourgeoisie (1341 - 1798) ; etc.
- VI (1966) : Un colonel irlandais, seigneur de Betz en Brabant au XVIIe siècle ; Généalogie de la famille Huwart ; Généalogie de la famille Van Damme ; Les Schot, de Schot dits Douglas puis enfin Douglas dits Schott ; Généalogie de la famille Maurissen ; Fonds d'archives de la famille de Potter (1954) ; etc.
- VII (1970) : La famille de Brouxelles ; Généalogie Maurissen (notes complémentaires) ; Les de Decker du pays de Termonde ; Livre d'Or des soldats chevaliers de l'Ordre de Léopold ; La famille Becquet, fragment généalogique ; Fonds d'archives de la famille de Potter (suite et fin) ; Un peu d'héraldique : le port d'armoiries est-il protégé par la loi en Belgique ? ; Généalogie Van Damme, notes complémentaires ; etc.

Cette collection de Tablettes du Brabant est également composée d'une série de Recueils :
- I à IV : baron Fernand de Ryckman de Betz et vicomte de Jonghe d'Ardoye, Armorial et biographies des chanceliers et conseillers de Brabant, soit 420 biographies relatives aux membres du Conseil souverain de Brabant,
- V : Les registres du Lignage Coudenberg, par M. Marchal-Verdoodt, introduction et notes de H.-C. van Parys, soit une analyse des registres afférents à l'un des Lignages de Bruxelles,
- VI : Les chartes relatives à Bruxelles et à l'ammanie (1244 - 1338), par Mina Martens,
- VII : Les bandes d'ordonnance, de Jean sans Peur aux Archiducs Albert et Isabelle, par Fortuné Koller,
- VIII : Le Lignage Sleeus, par le Dr E. Spelkens, soit une analyse des registres afférents à l'un des Lignages de Bruxelles
- X et XI : Le Manuscrit de Roovere, livre I et II, transcription par Paternostre de la Mairieu, analysant un important manuscrit relatif aux filiations reconnues pour l'admission, sous l'Ancien Régime, aux Lignages de Bruxelles et conservé à la Bibliothèque royale de Belgique, section des Manuscrits.

Le Recueil IX ne semble pas avoir été publié.